# Ширин (Бавандид)
Сайида Ширин (перс. شیرین‎; ум. 1028, Рей) — иранская принцесса из рода Бавандидов, королева-супруга буидского эмирата Рей как супруга эмира Абуль-Хасана Али ибн аль-Хасана.
После смерти супруга в 997 году, в годы несовершеннолетия своего старшего сына Абу Талиба Рустама ибн Али, Сайида Ширин была регентом и властительницей большей части эмирата Джибаль, удерживая в своих руках значительную власть и после достижения ребёнком 18 лет. Помимо этого она добилась должности вали Исфахана для своего кузена Мухаммада ибн Рустама Дашманзияра, который стал основателем новой династии Какуидов.

## Биография
Согласно персидскому историку Хилалу ас-Саби и арабскому географу Якуту аль-Хамави, Ширин была дочерью испахбеда Рустама II из династии Бавандидов, который правил небольшим эмиратом в Мазендеране, регионе на северо-западе Ирана со столицей в Фариме в 977—978 как соправитель своего брата, Шахрияра II. В то же время Кей-Кавус в своём сборнике «Кабус-Наме» писал, что она была племянницей сына Рустама II аль-Марзубана. Основателем династии был Бав, который, согласно династическим легендам, являлся внуком сасанидского принца Кавуса, сына царя-царей (шахиншаха) Кавада I. Династия имела курдское происхождение. Ширин вступила в брак с правителем властителем из династии Буидов Абуль-Хасаном Али ибн аль-Хасаном, сыном Хасана ибн Бувейха, который правил Реем и как старший член династии провозгласил себя шахиншахом с претензией на все её территории. Он умер в октябре/ноябре 997 года. К моменту кончины Али ибн Аль-Хасана его старшему сыну Абу Талибу Рустаму исполнилось лишь четыре года, в связи с чем он не мог править самостоятельно. Роль правительницы взяла на себя его мать Ширин. Владения старшего из сыновей распространялись на Рей и его окрестности, в то время как младший Абу Тахир ибн Али правил Хамаданом и Керманшахом, находясь в вассальной зависимости от Абу Талиба Рустама.
К этому времени Буиды растеряли свою былую мощь, и их сил не хватало для защиты владений в Хорасане, в связи с чем Табаристан и Горган стали частью владений династии Зиридов, а ещё часть владений захватили Салариды. На фоне этих событий к 1003 году Ширин обеспечила своему двоюродному брату Мухаммаду ибн Рустаму Дашманзияру пост вали Исфахана, благодаря чему на иранской политической сцене появилась династия Какуидов, которая начала теснить Буидов с юга.
В 1006/07 году подросший Абу Талиб Рустам попытался избавиться от регентства матери при поддержке своего визиря Абу Али ибн Али ибн Касима. Ширин бежала к курдскому союзнику Абу Наджму Бадру ибн Хасануйи. Он объединил свои силы с силами младшего сына Ширин Абу Тахира ибн Али. Группировка взяла в осаду Рей и дала несколько сражений обороняющимся, в конце концов сломив их оборону и подчинив город. Абу Талиба Рустама заковали в цепи и бросили в форт Табарак. В заключении он провёл год. Когда Абу Тахир ибн Али захотел также заполучить всю власть себе, его мать вернула старшего из сыновей из ссылки и поставила его номинально во главе эмирата, а фактически — в стороне от политических дел. Абу Тахир вернулся же в Хамадан.
В 1014 году сюда прибыл персидский врач и энциклопедист Ибн Сина. Он поступил на государственную службу к Абу Талибу Рустаму и Ширин в качестве придворного лекаря для первого из них, который страдал меланхолией. В следующем году, пока Ибн Сина ещё находился здесь, вместе со старшим сыном Ширин бежала в Демавенд после того, как Абу Тахир ибн Али предпринял атаку на Рей. Однако во время нападения в стане атакующих отрядов начался мятеж, из-за чего Абу Тахир был вынужден отправиться обратно в Хамадан, дав возможность матери и брату вернуться в Рей. Ибн Сина во время нападения направился в Казвин (причины этого неизвестны), а затем тоже прибыл в Хамадан, став сначала придворным лекарем, а затем и визирем Абу Тахира ибн Али.
В 1016 году в Казвине против Ширин и её сына поднялось восстание под руководством «уроженца Поднебесной» Ибн Фулада, который требовал отдать ему город в управление. Правители ответили отказом, из-за чего Ибн Фулад предпринял нападение на окраины Рея. Для его отражения Ширин и Абу Талибу Рустаму пришлось заручиться поддержкой «эспахбеда Фарима». По словам В. Маделунга, с которым согласился К. Босуорт, под этим именем, вероятнее всего, скрывается Абу Джафар Мухаммад ибн Вандарин из династии Бавандидов. Во главе с армией, состоявшей из жителей Гиляна, он освободил Рей от мятежников и вынудил противника бежать. Однако тот не сдался и обратился к Зияридам Табаристана и Горгана с предложением вассалитета при условии помощи. При поддержке двух тысяч его солдат он снова атаковал Буидов и вынудил их подписать договор о передаче Исфахана вплоть до того, как армия Зияридов покинет регион. Что произошло далее неизвестно, ибо более Ибн Фулад в источниках не упоминается, хотя по словам Босуорта, вероятнее всего его разбил более могущественный представитель династии Какуидов.
Ширин умерла в 1028 году, и к этому времени Абу Талиб Рустам остался с политической точки зрения один. Не сумев разобраться с дейлемитским восстанием, он обратился за помощью к Газневидам и их правителю Махмуду. Босуорт назвал это решение глупым. Ранее стремясь расширить свою территорию на запад Махмуд Газневи опасался Ширин, а теперь, фактически получив приглашение от её сына, он прибыл в Рей и сверг его правителя. Разграбление города положило конец власти Буидов в регионе.

### Книги
- Bosworth C. Edmund. The Early Gaznavids // From the Arab Invasion to the Saljuqs (англ.) / ed. by Richard N. Frye. — Cambridge: Cambridge University Press, 1975. — P. 162—197. — XIV, 734 p. — (The Cambridge History of Iran, vol. 4). — ISBN 0-521-20093-8. — ISBN 978-0-521-20093-6. — doi:10.1017/CHOL9780521200936.005.
- Busse Heribert[нем.]. Iran under the Buyids // From the Arab Invasion to the Saljuqs (англ.) / ed. by Richard N. Frye. — Cambridge: Cambridge University Press, 1975. — P. 250—304. — XIV, 734 p. — (The Cambridge History of Iran, vol. 4). — ISBN 0-521-20093-8. — ISBN 978-0-521-20093-6. — doi:10.1017/CHOL9780521200936.008.
- Madelung Wilferd. The Minor Dynasties of Northern Iran // From the Arab Invasion to the Saljuqs (англ.) / ed. by Richard N. Frye. — Cambridge: Cambridge University Press, 1975. — P. 198—249. — XIV, 734 p. — (The Cambridge History of Iran, vol. 4). — ISBN 0-521-20093-8. — ISBN 978-0-521-20093-6. — doi:10.1017/CHOL9780521200936.007.
- Spuler Berthold. Iran in the Early Islamic Period : Politics, Culture, Administration and Public Life between the Arab and the Seljuk Conquests, 633—1055 (англ.) = Iran in früh-islamischer Zeit; Politik, Kultur, Verwaltung und öffentliches Leben zwischen der arabischen und der seldschukischen Eroberung, 633 bis 1055 (нем.) / ed. by Robert G. Hoyland[англ.]; translated by Gwendolin Goldbloom; Berenike Walfurg. — Leiden ; Boston: Koninklijke Brill, 2015. — XXXII, 617 p. — (Iran Studies, vol. 12). — ISBN 978-90-04-27751-9. — ISBN 978-90-04-28209-4.

### Статьи
- Āl-e Bāvand / Madelung W. // Encyclopædia Iranica [Электронный ресурс] :  [англ.] / ed. by E. Yarshater. — 1984. — Vol. I, Fasc. 7. — P. 747—753.
- Avicenna. ii: Biography / Gutas Dimitri // Encyclopædia Iranica [Электронный ресурс] :  [англ.] / ed. by E. Yarshater. — 1987. — Vol. III, Fasc. 3. — P. 67—70.
- Bosworth C. E. Dailamīs in Central Iran : The Kākūyids of Jibāl and Yazd (англ.) // Iran. — London: British Institute of Persian Studies via Routledge, 1970. — Vol. 8. — P. 73—95. — ISSN 0578-6967. — doi:10.2307/4299634. — JSTOR 4299634.
- Buyids / Nagel Tilman // Encyclopædia Iranica [Электронный ресурс] :  [англ.] / ed. by E. Yarshater. — 1990. — Vol. IV, Fasc. 6. — P. 578—586.
- Būyids :  [англ.] / Sadeq Sajjadi ; translated by Matthew Melvin-Koushki & Mushegh Asatryan // Encyclopaedia Islamica :  [англ.] / Editors-in-Chief: Farhad Daftary ; Wilferd Madelung. — Leiden : Koninklijke Brill, 2021. — 21 January. — ISSN 1875-9831. — doi:10.1163/1875-9831_isla_COM_05000055.
- Ebn Fūlād / Bosworth C. E. // Encyclopædia Iranica [Электронный ресурс] :  [англ.] / ed. by E. Yarshater. — 1997. — Vol. VIII, Fasc. 1. — P. 26—27.